# Chbar Mon
Huyện Chbar Mon (tiếng Khmer: ស្រុកច្បារមន) là một huyện nằm ở tỉnh Kampong Speu miền trung Campuchia. Huyện này hiện nay đã nâng cấp thành Thành phố Chbar Mon
Huyện Chbar Mon được chia thành 5 xã (khum)
| Mã địa lý | Tên            |  |
| --------- | -------------- |  |
| 050201    | Xã Chbar Mon   |  |
| 050202    | Xã Kandaol Dom |  |
| 050203    | Xã Roka Thum   |  |
| 050204    | Xã Sopoar Tep  |  |
| 050205    | Xã Svay Kravan |  |